# Chamula
Chamula är en kommun i Mexiko.   Den ligger i delstaten Chiapas, i den sydöstra delen av landet, 700 km öster om huvudstaden Mexico City. Antalet invånare är 55 665. Arean är 82 kvadratkilometer.
Terrängen i Chamula är huvudsakligen kuperad, men den allra närmaste omgivningen är platt.
Följande samhällen finns i Chamula:
- San Juan Chamula
- Cruztón
- Chicumtantic
- Muquén
- Majomut
- Saclamantón
- Catishtic
- Romerillo
- Cuchulumtic
- Bautista Chico
- Tentic
- Arvenza Uno
- Pugchén Mumuntic
- Epalchén
- Pajaltón Alto
- Joltzemén
- Yitic
- Milpoleta
- Kotolte
- Ukumtic
- Bahosil
- El Pozo
- Laguna Petej
- Chiotic
- Yaaltz'Unun
- Pilalchén
- Nachauc
- Noctic
- Pugchén Chico
- Chilimjoveltic
- Tzajalchén
- Shucutón
- Icalumtic
- Sactzu
- Yutniotic
- Santa Ana
- Tzajaltetic
- La Ventana
- Seteltón
- Ichintón
- Yolonan
- Bechijtic
- Yaalhichín
- Bachén
- Tojtic
- Nichte
- Yut Uk'Um
- Los Ranchos
- Pozuelos
- Jolpajaltón
- Lindavista
- Pathuitz
- Las Minas
- Tzajalum
- Ichilho
- Yakampot
- Yolonchén
- Jeshbotic
- Tres Cruces
- Chimtic
- Banabolob
- Naxic
- Tilil Centro
- Yutosil Tres
- Jtzav
- Lomho
- Joltojtik
- Tzalatom
- Agil
- Jolnajojtic
- Va'Alch'En
- Yolón Jol Chumtic
- Jolchijtik
- Tzajalchen Tres
- Laguna Grande
- Ch'Ultic
- El Ciprés
- Botatulán II
- Patbón
- Cruz Chot
- Patosil
- Sakch'En
- Yut Osil Uno
- Monte Bonito
- Yut Bash Uno
- Yoltojtik
- Nitijom
- Tzelopatic
- Tikomón
- Yut Osil Dos
- Tojtic
- Yutbash
- Agua Azul
- Patyalemtón
- Tzotomtetic
- Jech Tic
- Jolbón